# Coneythorpe
Coneythorpe är en by i civil parish Coneythorpe and Clareton, i kommunen North Yorkshire, i grevskapet North Yorkshire, i England. Byn är belägen 22 km från York. Coneythorpe var en civil parish 1866–1888 när blev den en del av Coneythorpe and Clareton. Civil parish hade 79 invånare år 1881.